# Козлов, Алексей Викторович (режиссёр)
Алексей Викторович Козлов (род. 10 сентября 1959) — российский актёр, кинорежиссёр, сценарист и продюсер, руководитель кинокомпании. Живёт и работает в Санкт-Петербурге.

## Биография
Алексей Козлов родом из Якутии.
Начал работать в кино в качестве документалиста. В 1990-х годах снял несколько фильмов из цикла передач НТВ «Криминальная Россия». В 2003 году снял первый фильм телевизионного художественного сериала «Всегда говори «Всегда».
Впоследствии в течение нескольких лет Алексей Козлов проработал в составе группы компаний «Феникс-Фильм», был художественным руководителем и одним из учредителей компании «Феникс-Фильм СПб». В её составе осуществил ряд проектов.
В 2008 году создал свою киностудию «АлексФильм» (AlexFilm Ltd.), преобразованную в 2013 году в «Студию «КонтАкт Продакшн» (Studio ContAct production Ltd).
Алексей Козлов — ученик театрального режиссёра-педагога Розы Сироты.
Сегодня Алексей Козлов  — член Академии Российского телевидения (Гильдия игрового кино), а также создатель и учредитель производящих студий «АlexFilm» и «Студия «КонтАкт продакшн» в Санкт-Петербурге. Студии имеют офисы и гримёрно-костюмерную базу на Ленфильме, а также собственную кинодеревню в Лодейнопольском районе Ленинградской области, где находится декорация русской деревни у озера с реквизитом, игровым транспортом, животными и всем необходимым для киносъёмок.

## Призы и награды
- 2006 год — финалист (2-е место) премии ТЭФИ в номинации «Режиссёр телевизионного художественного фильма/сериала» за восьмисерийный фильм «Прииск».
- 2020 год — финалист II конкурса «ТЭФИ-Летопись Победы» в номинации «Режиссёр телевизионного художественного фильма/сериала» за фильм «Спасти Ленинград».
- 2021 год — «Золотые кубки» Шанхайского кинофестиваля за выдающиеся художественные достижения и сценарий (фильм «Совесть»)[2].

## Фильмография

### Режиссёр

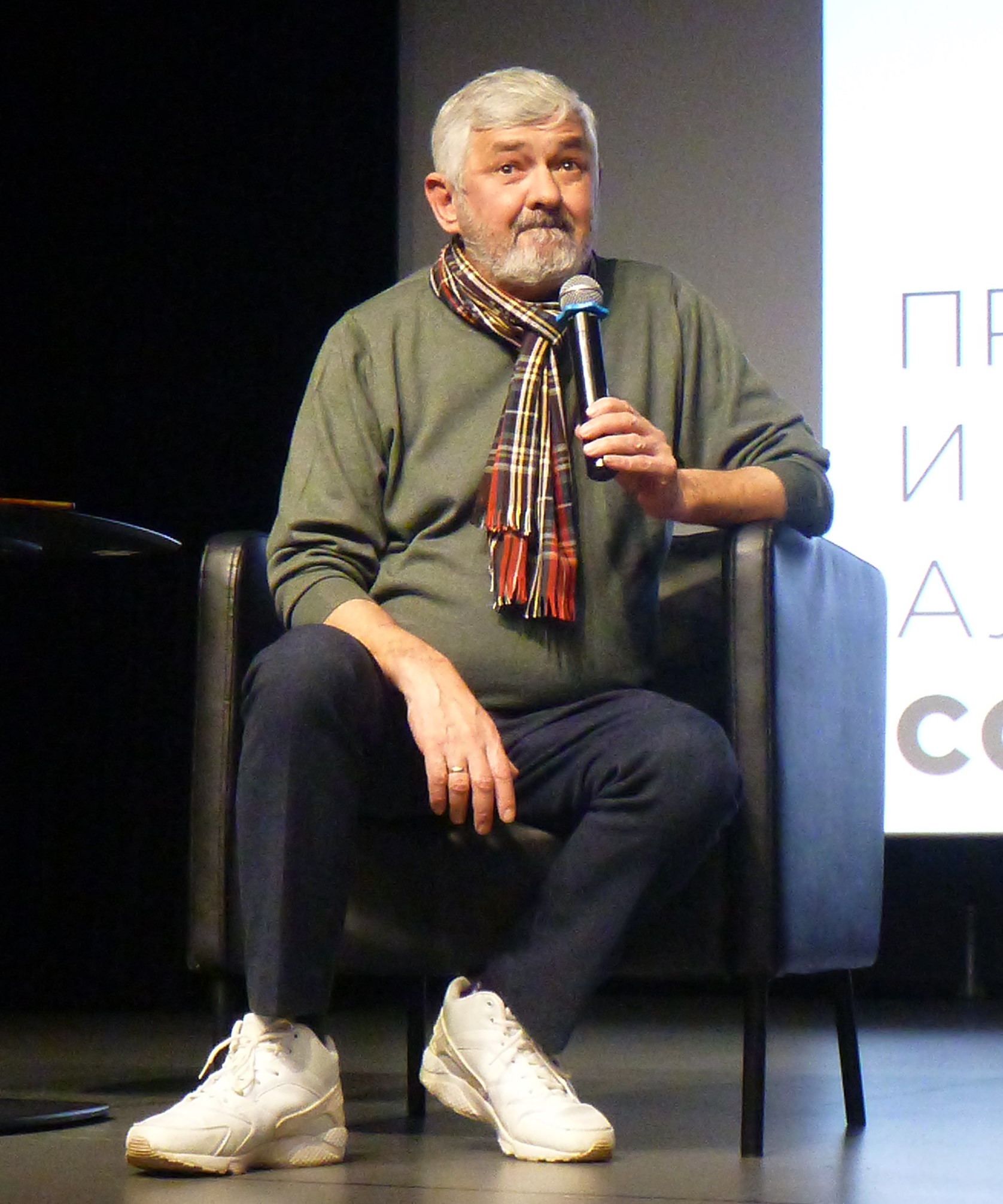
Алексей Козлов представляет фильм «Совесть» в Ельцин-центре, 21 января 2022 года

- 2000 — Спасатели: Критическая масса
- 2002 — Жизнь продолжается
- 2003 — Демон полдня
- 2003 — Всегда говори «Всегда» (премия ТЭФИ-2004 в номинации «Телевизионный художественный сериал»)
- 2004 — 2006 — Опера. Хроники убойного отдела
- 2005 — Одна тень на двоих
- 2006 — Прииск
- 2007 — Чёрный снег
- 2008 — Бой местного значения
- 2008 — Азиат
- 2009 — В сторону от войны
- 2009 — Лейтенант Суворов
- 2009 — Одну тебя люблю
- 2011 — Любовь и разлука
- 2011 — Три дня с придурком
- 2012 — Красавица
- 2012 — Береговая охрана
- 2014 — След тигра
- 2014 — Береговая охрана 2
- 2015 — Запрет
- 2015 — Чума (совместно с Александром Устюговым)
- 2016 — Золотой транзит
- 2019 — Спасти Ленинград
- 2021 — Совесть

### Сценарист
- 2003 — Демон полдня
- 2006 — Прииск
- 2007 — Чёрный снег
- 2008 — Бой местного значения
- 2008 — Азиат
- 2009 — Лейтенант Суворов
- 2011 — Любовь и разлука
- 2011 — Три дня с придурком
- 2014 — Береговая охрана 2
- 2015 — Запрет
- 2015 — Чума
- 2019 — Спасти Ленинград
- 2021 — Совесть

### Продюсер
- 2011 — Три дня с придурком
- 2012 — Береговая охрана
- 2015 — Чума (генеральный продюсер)
- 2016 — Золотой транзит (генеральный продюсер)
- 2019 — Спасти Ленинград
- 2021 — Совесть